# O Elvas Clube Alentejano de Desportos
"O Elvas" Clube Alentejano de Desportos, também conhecido como "O Elvas" CAD, é um clube português com uma grande formação de jovens jogadores e lendas do futebol português e alentejano, sediado na cidade de Elvas, Distrito de Portalegre, no Alentejo. É um dos históricos do Alentejo e de Portugal, fundado a 15 de agosto de 1947.
Ao longo de sua história, O Elvas passou por altos e baixos, enfrentando desafios financeiros e esportivos. No entanto, o clube sempre se manteve fiel à sua missão de promover o esporte e valorizar a cultura e a tradição do Alentejo.
As cores do clube são o azul e ouro (amarelo), o clube tem a alcunha de Cavaleiros ou Azuis e Ouro, os seus adeptos são chamados de Elvenses.

## História
O clube foi fundado a 15 de Agosto de 1947, da fusão do "Sport Lisboa e Elvas" com o "Sporting Club Elvense", clubes que eram filiais do Sport Lisboa e Benfica e do Sporting Clube de Portugal respetivamente.

### A Fusão

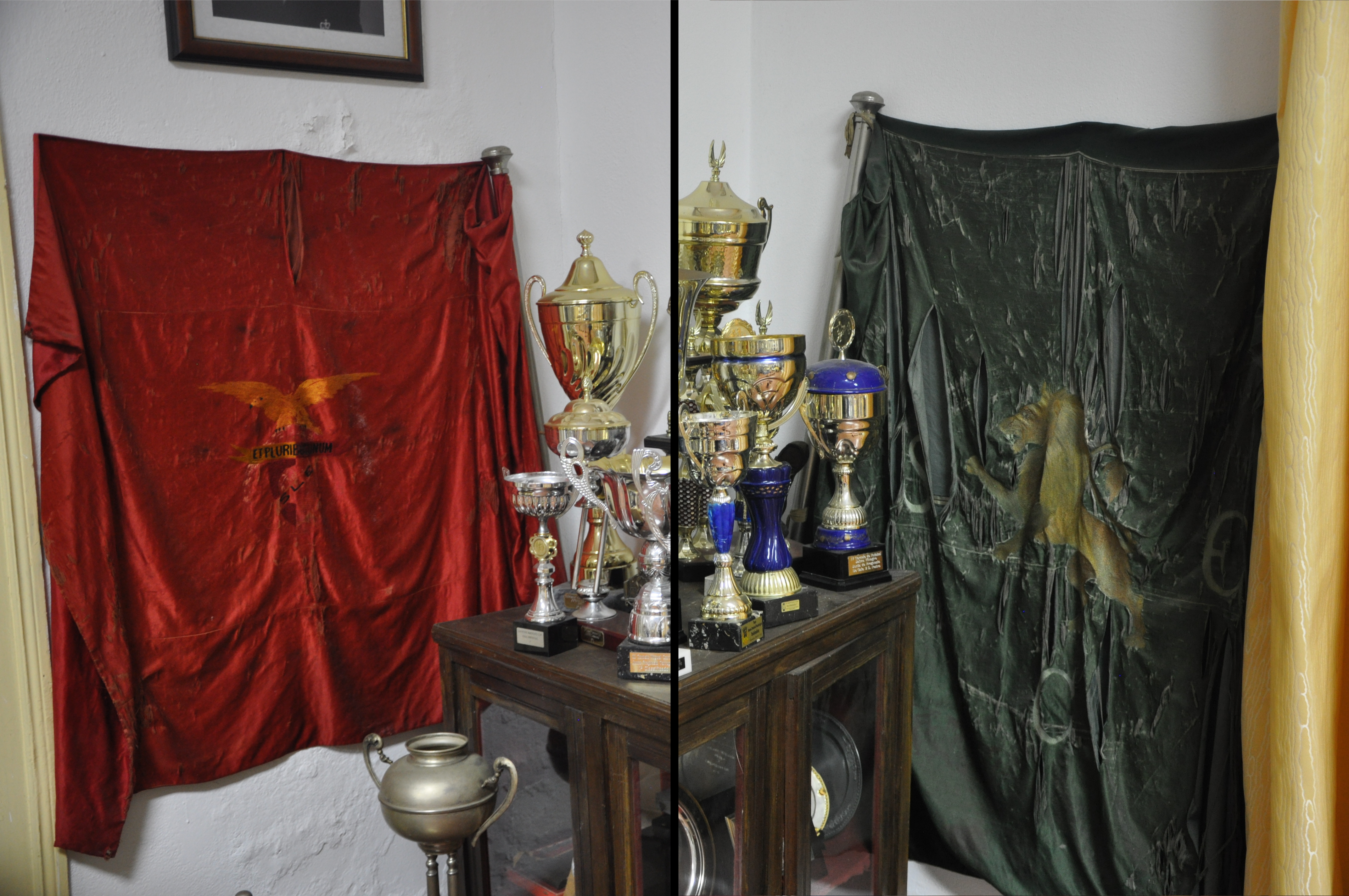
Estandartes do Sport Lisboa e Elvas e do Sporting Club Elvense

A união entre os dois clubes elvenses deveu-se, fundamentalmente, ao desinteresse demonstrado pelos denominados clubes mãe, pois em meados da década de 40, quer o SL Elvas, quer o SC Elvense, viviam com algumas dificuldades financeiras e a falta de auxílio variadas vezes solicitado e recusado pelos seus clubes mãe.
A iniciativa da fusão é tomada pela Câmara Municipal de Elvas, que em julho envia um ofício aos três clubes (SL Elvas, SC Elvense e CF "Os Elvenses") depois de uma reunião prévia com os presidentes das três direções. 
As assembleias gerais do Sport Lisboa e Elvas e do Sporting Club Elvense aprovam por maioria, a 23 de julho de 1947, a criação de um clube único na cidade, ambas pressionadas pelas dificuldades financeiras dos clubes. André Gonçalves e José de Melo e Sousa lideraram as hostes de um e de outro clube respetivamente. 
Era agora necessária a escolha dos órgãos sociais que se iam submeter a eleições no mês seguinte para dirigir o clube, criar um emblema, um equipamento e tratar depois da preparação da nova época.
O primeiro escolher-se foi o nome. Embora nas assembleias gerais dos dois clubes que propiciaram a fusão se tenha falado em Grupo Desportivo de Elvas, nas reuniões seguintes pensou-se num nome que representasse o Alentejo, uma vez que estávamos a falar no clube que representava o Alentejo no Campeonato Nacional da 1ª Divisão e que englobasse vários desportos e não só o futebol. Como o Sport Lisboa e Elvas já era apodado por todo o país e em parte pela impressa desportiva de “O Elvas”. 
A primeira assembleia do novo clube realiza-se pelas 21.30h, a 15 de agosto de 1947, no Cineteatro e a “fusão foi erectada por aclamação, ao que a assembleia anuiu com prolongada salva de palmas”, sendo aprovados os estatutos e eleitos os corpos gerentes liderados por José Pardal de Melo e Sousa.

### Década de 40
Graças ao estatuto do "SL Elvas", que já disputava a 1ª Divisão, assim "O Elvas" Clube Alentejano de Desportos continuou por três temporadas na sua primeira passagem na década de 40. Estreou-se com um 8º lugar em 1947/48, com vitorias contras grandes clubes, tais como o 1–2 sobre o SL Benfica, com dois golos do goleador Patalino ou a goleada por 5–0 ao Boavista e a vitória por 3–1 contra o SC Braga, seguindo-se um 9º lugar em 1948/49 e por fim o 13º lugar na temporada seguinte, sendo, por isso, despromovido ao segundo escalão português.  

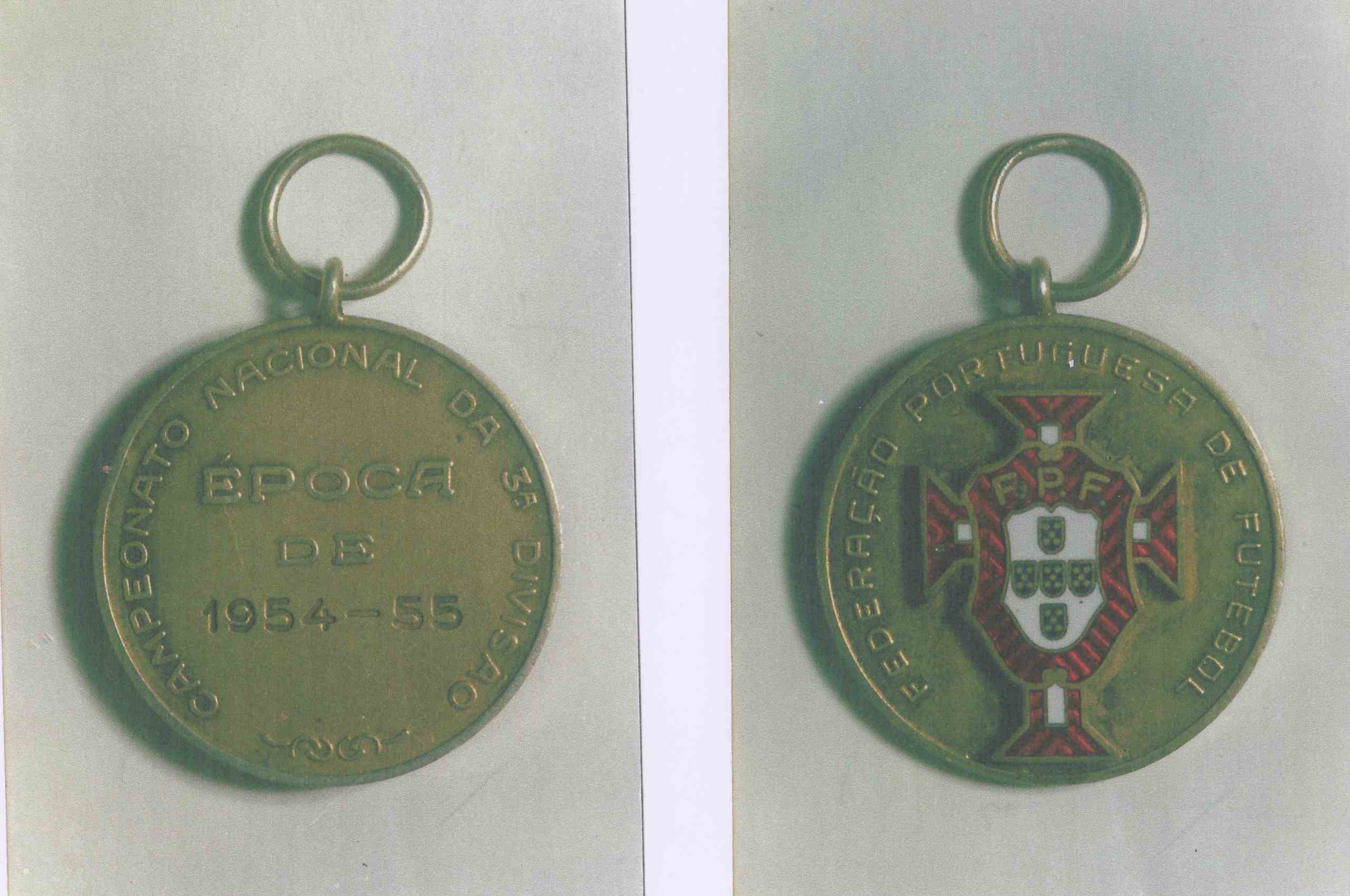
Medalha de Campeão da III Divisão

### Década de 50
"O Elvas" Clube Alentejano de Desportos começou a nova década na II Divisão Nacional, após 1949/50 o clube tentou rapidamente voltar à 1ª Divisão Nacional, nas três temporadas seguintes ainda esteve envolvido na luta pela subida de escalão, mas sem sucesso nesse objetivo, já na época de 1953/54 não conseguiu escapar a nova descida de divisão, caindo, agora, para a III Divisão Nacional. 

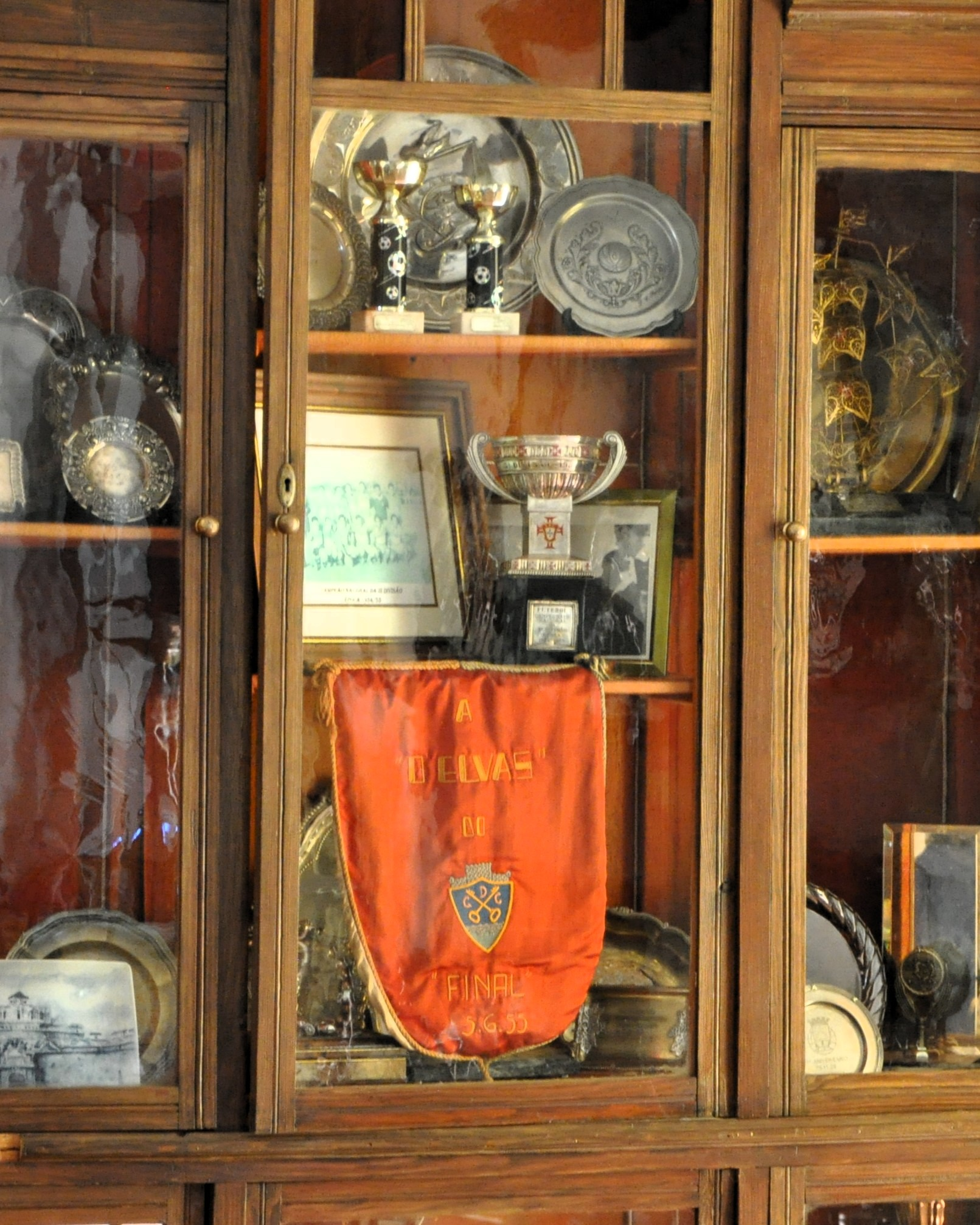
Troféu de Campeão da III Divisão de 1954/55 e galhardete da equipa adversária.

Os cavaleiros azul e ouro ainda conseguiram reerguer-se na temporada seguinte de 1954/55, onde o clube venceu o campeonato e conquistou o seu primeiro grande título e único até hoje, a Taça da III Divisão, numa final, jogada dia 05 de junho frente ao GD Chaves, onde o clube alentejano venceu por 1 - 2.
O Elvas consegue assim regressar ao segundo escalão do futebol português, contudo, esse efeito foi efémero pois voltou a ser relegado à III Divisão Nacional no final da época de 1955/56. Passou então mais de 20 anos no terceiro escalão do futebol português ou nos campeonatos distritais da AF de Portalegre.

### Década de 60
Nos anos 60, "O Elvas" Clube Alentejano de Desportos começou a estabelecer-se como uma das principais forças regionais significativas e foi ganhando notoriedade a nível nacional. Durante essa década, o clube conseguiu disputar várias temporadas na Segunda e Terceira Divisão do futebol português. Esta presença nos nacionais refletia o crescimento do clube, tanto em termos de organização como de competitividade.
Um dos fatores que contribuíram para essa ascensão foi o fortalecimento das estruturas internas do clube. Houve um aumento na qualidade do plantel, com a chegada de jogadores mais experientes e a integração de talentos locais. A década de 60 também foi marcada por uma maior mobilização da cidade de Elvas em torno do clube, com o apoio de adeptos e empresários locais, o que ajudou a financiar o projeto desportivo.

### Década de 70
Dia 15 de Março de 1973 nasce oficialmente o CADXL “O Elvas” primeira filial d’O Elvas Clube Alentejano de Desportos, criada por um grupo de imigrantes da cidade que se juntaram em Bruxelas no bairro de Ixelles.

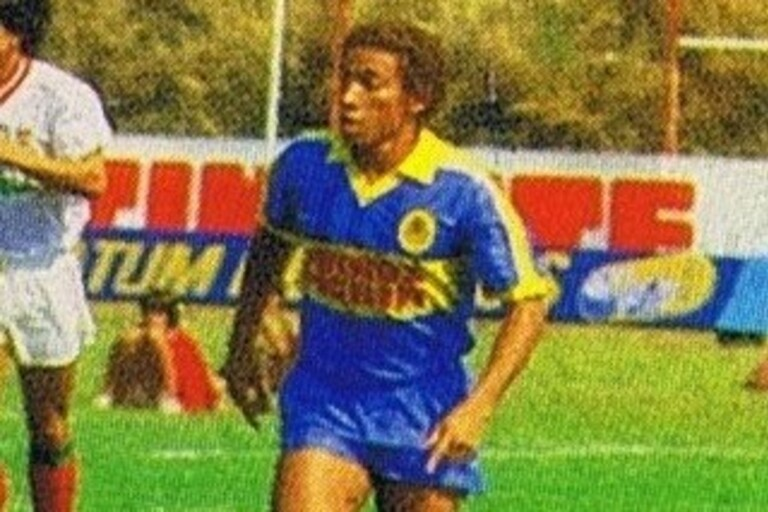
Beto Vidigal

### Década de 80
Em 1980/81, O Elvas perdeu a final do Nacional da 3ª Divisão, com o título a ser conquistado pelo CF União de Coimbra na segunda fase da prova. Regressou então à Primeira Divisão, em 1986/87, com Carlos Cardoso no comando técnico e jogadores como Beto Vidigal, tendo terminado em 16º e último lugar, mas foi salvo com o aumento do número de equipas para 20 na seguinte temporada, e assim na seguinte época acabou no 15º lugar, entre as 20 equipas participantes, o que levou a equipa azul e ouro a descer de divisão.

### Década de 90
Desde então, o popular clube alentejano viveu entre aquele escalão secundário, a 3ª Divisão e os campeonatos distritais da A.F. de Portalegre. Nesta altura, fruto da crise financeira que afeta muitos dos clubes alentejanos que vão lutando pela sobrevivência é na 1ª Divisão, Serie B, do Campeonato Distrital daquela associação de futebol alentejano que o "O Elvas" CAD militava.
Apesar das dificuldades, o clube continuava a ser um pilar importante da comunidade local de Elvas, mantendo uma base de adeptos fiéis e promovendo o desenvolvimento do futebol na região. A falta de investimento significativo, contudo, impediu que o clube alcançasse voos mais altos.

### Década de 2000
Nos anos 2000, O Elvas continuou a enfrentar desafios financeiros, o que resultou em períodos de menor protagonismo. O futebol português também atravessava mudanças estruturais, e os clubes de menor dimensão, como O Elvas, sentiram essas mudanças de forma mais acentuada. A participação em divisões secundárias e o foco na formação de jovens jogadores foram as principais marcas deste período.
Graças a esses esforços nas camadas jovens uma nova estrela saiu de Elvas, Henrique Sereno Fonseca, central que aos 20 anos fez a sua estreia pelo clube elvense na III Divisão Nacional. Sereno saiu da cidade que o criou rumo ao FC Famalicão, emprestado pelo Vitória SC.
Desportivamente, os anos 2000 foram de altos e baixos para O Elvas. O clube não conseguiu manter uma posição estável nas ligas profissionais, continuando a oscilar entre a III Divisão e os campeonatos distritais da AF Portalegre. Durante este período, o clube viu-se afastado dos principais campeonatos nacionais, uma vez que as dificuldades financeiras impediram investimentos substanciais na equipa sénior.

### Década de 2010
Nos anos 2010, o "O Elvas" CAD continuava a enfrentar períodos difíceis, marcado por uma crise financeira que ameaçou a sua existência. Como muitos clubes regionais em Portugal, o financiamento tornou-se um problema crítico, e a falta de receitas provenientes de patrocinadores e direitos televisivos teve um impacto significativo, foi assim que depois de uma estreia no Campeonato de Nacional de Seniores (atual Campeonato de Portugal), que terminou em uma nova descida de divisão em 2013/14, o clube decidiu fechar o futebol sênior e focar-se na formação durante uns anos. 
Apesar dos obstáculos, o clube conseguiu sobreviver graças ao apoio da comunidade local. Durante esta década que o clube começou a concentrar mais esforços no desenvolvimento das camadas jovens e na formação de talentos locais, com a esperança de assegurar um futuro mais sustentável. E novamente, graças a esse foco no desenvolvimento de jovens, André Vidigal, o mais recente futebolista do clã Vidigal saiu das camadas azul e ouro para a Académica e hoje joga no Stoke City.

### Década de 2020
Na década de 2020, O Elvas Clube Alentejano de Desportos continuava a vivenciar um período de dificuldades, o clube decide voltar com o futebol sênior, mas assim como muitos outros clubes de menor dimensão, O Elvas CAD também sofreu os efeitos da pandemia de COVID-19. As competições foram suspensas, os jogos passaram a ser disputados sem público, e as receitas provenientes de bilheteiras e eventos caíram drasticamente. Apesar de tudo isso o clube subiu ao Campeonato de Portugal em 2021, após uma decisão em secretaria.
Uma época nos nacionais e o clube elvense retorna novamente aos distritais, mas apenas para os vencer novamente, agora com público e com um triplete (Campeonato, Taça e Supertaça) em 2022/23, voltando assim para o Campeonato de Portugal, e para agora lutar para ficar e sonhar com voos mais altos.
Agora a sua reestruturação é iminente, com uma tentativa de recuperar a sua relevância no futebol português após anos de desafios financeiros e desportivos. Esta fase, embora ainda marcada por dificuldades, apresenta agora sinais de uma gestão mais sólida e um maior foco em sustentabilidade, com a fundação da nova SAD (Sociedade Anónima Desportiva) a 7 de Fevereiro de 2024.

## Modalidades
Ao longo da sua história, O Elvas Clube Alentejano de Desportos não foi apenas sinónimo de futebol, tendo também marcado presença noutras modalidades como o Atletismo, o Basquetebol (a última modalidade a ser extinta e a mais recente), o Ciclismo, o Xadrez e o Voleibol, demonstrando o seu compromisso com o desporto e a comunidade. Atualmente, apesar de não ser de forma oficial, o clube azul e ouro tem representantes nos dardos e no jogo das caricas.

## Brasão do Clube

Anterior Brasão d'O Elvas

O emblema d’O Elvas foi escolhido na primeira assembleia geral do clube, tendo obtido 122 votos, superando duas outras propostas que receberam 87 e 2 votos, respetivamente. Segundo a descrição aprovada, o emblema deveria conter ao centro o brasão oficial da cidade de Elvas, com as cores da coletividade — azul pavão e amarelo oiro — dispostas em duas faixas verticais azuis e uma faixa amarela central, colocada em posição transversal. Sobre esta faixa central inscreve-se a designação “O Elvas”, com as iniciais C e A posicionadas em cada faixa azul, e a letra D na parte inferior da faixa amarela. No topo do emblema, em forma de coroa, figuram as ameias do castelo e o cavaleiro do brasão da cidade.
Apesar dessa definição clara, tanto o emblema anteriormente utilizado como o atual divergem do modelo aprovado. O emblema anterior apresentava um erro na disposição das letras, com a inversão das iniciais D e A. O emblema atual mantém esse mesmo erro e, além disso, substitui o brasão oficial da cidade por uma representação gráfica simplificada, afastando-se da proposta original votada e aprovada pelos sócios na fundação do clube.
Importa ainda referir que já o primeiro símbolo da história do clube apresentava este erro na disposição das letras, com o C e o D colocados nas faixas azuis e o A na faixa amarela. Apesar de contrariar o definido na assembleia geral e nos estatutos, esta representação foi amplamente aceite e acabou por ser legitimada pela tradição. Hoje em dia, é tida como a melhor interpretação pela maioria dos adeptos e dirigentes, tornando-se parte da identidade visual do clube.

## Órgãos sociais

### Composição no mandato atual
À data de junho de 2025.

#### Conselho Diretivo
- Presidente — João Pedro Ruas
- Vice-presidente — Manuel Maria Belmiro
- Tesoureiro — Luís Camoesas
- Diretor Administrativo — Hugo Tavares
- Diretor de Marketing e Comunicação — João Fernando Vinagre
- Diretor de Futebol de Formação — Jorge Filipe Moura
- Coordenador Técnico de Formação — Luís Romão

#### Mesa da Assembleia Geral
- Presidente — Rui Jesuíno
- Vice-presidente — Luís Almeida
- Vogal — Pedro Dias

#### Conselho Fiscal e Disciplinar
- Presidente — Carlos Xavier Sousa
- Vice-presidente — Bruno Rodrigues Rogres
- Vogal: João Vítor Camboias
- Suplentes: Carlos Xavier Camoesas, Bruno Silva

#### Sociedade Desportiva de Futebol, S.A.D.
Conselho de Administração
- Presidente — Vincenzo Caci
- Vogal executivo: Gonçalo Piçarra
- Vogais não executivos: Luís Romão, Ana Belmiro Mónica Rodrigues, Manuel Caldeira Fernandes

Sociedade de Revisores Oficiais de Contas
- Vicente e Cortes — Gabinete Técnico de Contabilidade, LDA

Representante para as Relações com o Mercado
- José Sereno Fonseca

#### Treinadores, adjuntos e gerentes
- Treinador — Bruno Dias
- Adjuntos — João Teixeira, André Tenório
- Preparadores de guarda-redes — João Sacramento
- Preparador físico — Rúben Gomes
- Analista — Pedro Maçãs
- Team Manager — Rui Oliveira
- Diretor de Futebol — Henrique Marquês

## Sócios e adeptos
Com cerca de 5 mil sócios registados em junho de 2024, e mais de 15 mil adeptos mundialmente, o "O Elvas" Clube Alentejano de Desportos conta ainda com uma ampla massa de apoio a nível nacional.

### Filiais e Claques organizadas
As Filiais existem desde a década de 1970 e caracterizam-se por serem clubes que se associaram para partilharem os mesmos valores do clube azul e ouro. Atualmente apenas uma é reconhecida pelo clube, a CADXL “O Elvas”.
Os grupos organizados de adeptos, também conhecidos por claques ou torcidas, assinaram um protocolo com o O Elvas Clube Alentejano de Desportos, Futebol SAD que explícita os seus direitos e deveres e promoveu a sua legalização junto do Conselho Nacional do Desporto (CND).
Apoiam as diversas equipas do clube, fora ou em casa, e aquando dos jogos de futebol estão agrupadas no Topo Norte do Estádio Patalino. O Elvas conta com as seguintes claques:
- Tribo Azul e Ouro —  extinta — A primeira claque do clube, seguia O Elvas nas subidas e descidas entre os nacionais e distritais, o grupo separou-se quando o clube extinguiu o futebol sénior.[11]
- Juve Azul & Ouro 1986 — Topo Norte — A única claque organizada e registada do clube e uma das maiores a nível nacional, fundada por Luís Gama e amigos, no regresso do O Elvas aos nacionais em 2021/22, contando cerca 90 filiados e outros membros.[12]
- Ultra Finos — Central/Topo Norte — Formada um grupo de amigos em 2024, membros da JAO86 que querem levar animação à bancada central da casa do clube alentejano.

## Plantel da Equipa Sénior
Última atualização: 01 de agosto de 2025.

## Infraestruturas Desportivas

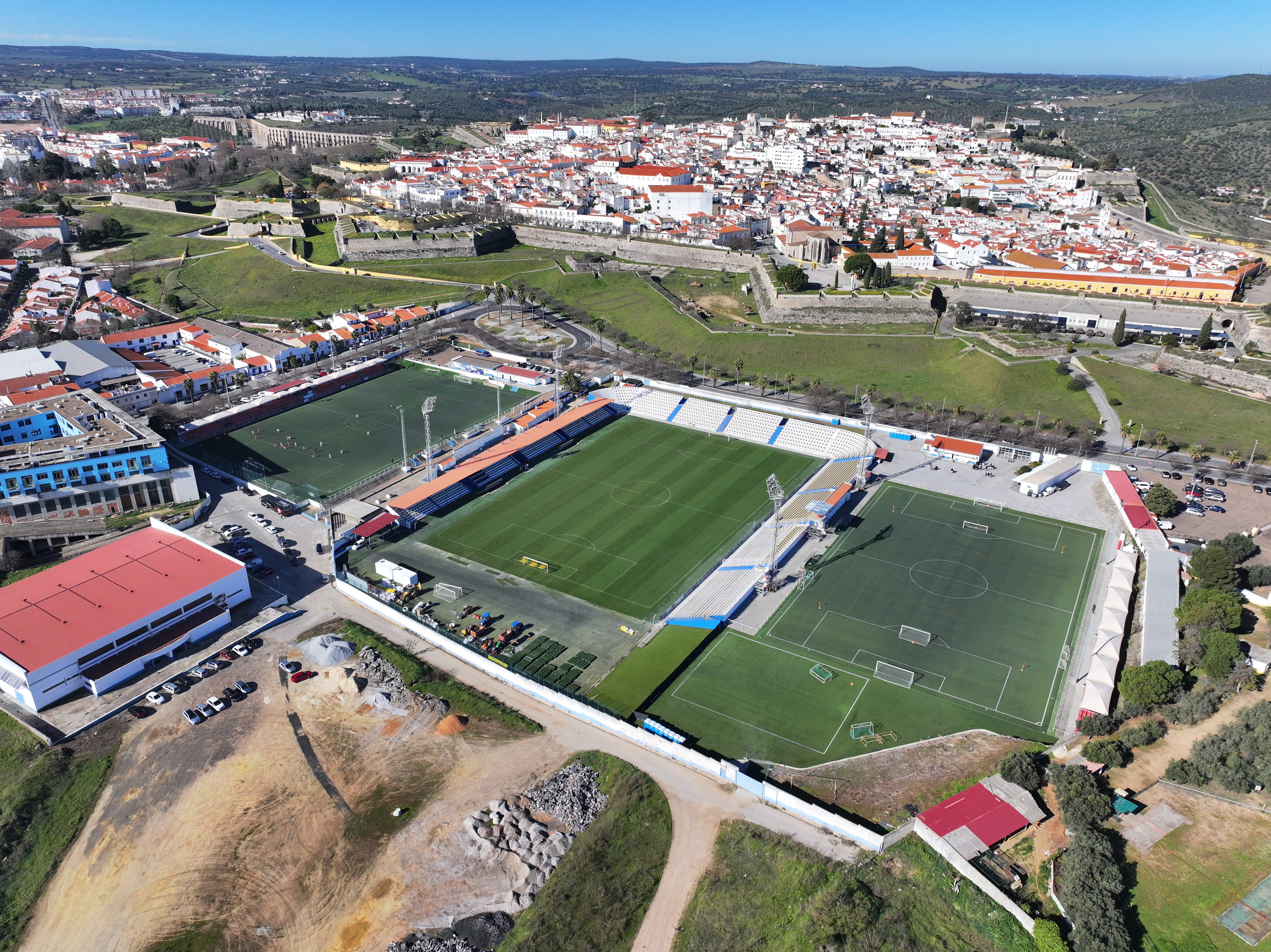
Estádio Municipal de Elvas.

### Estádio Patalino
O Estádio Patalino é a principal infraestrutura do complexo desportivo do Estádio Municipal de Elvas, situado na zona do Rossio da Fonte Nova. Além do estádio principal, o complexo inclui mais dois campos de futebol. Este recinto desportivo é a casa do O Elvas Clube Alentejano de Desportos e presta homenagem ao lendário futebolista elvense Domingos Carrilho Demétrio, conhecido como "Patalino", o maior goleador da história do clube. Na entrada do estádio, encontra-se um busto do jogador, acompanhado pelos nomes dos sócios do clube.
Após as mais recentes obras, o relvado natural foi restaurado e as condições para os adeptos foram significativamente melhoradas. Todo o estádio passou a contar com assentos azuis e amarelos, as cores do clube, e a sua lotação total aumentou para 6.000 lugares, com possibilidade de expansão no futuro. Uma das principais novidades foi a instalação de um novo sistema de iluminação de última geração, permitindo a transmissão televisiva de jogos à noite. Além disso, estão previstas novas melhorias, incluindo a instalação de uma cobertura que abrangerá todas as bancadas, a renovação da zona comum dos adeptos e a modernização das instalações das equipas da casa e visitantes.
A equipa sénior azul e ouro jogou na primeira metade da época de 2024/25 na sua casa emprestada, o Estádio Municipal de Atletismo de Elvas, enquanto o Estádio Patalino recebeu as suas muito necessárias reformas.   

### Campo Pedro Barrena
O Campo Pedro Barrena, integrado no complexo desportivo do Estádio Municipal de Elvas. É utilizado principalmente pelas equipas de formação do clube, e serve como local de treino e realização de jogos oficiais das camadas jovens. O espaço onde se encontra atualmente o Campo Pedro Barrena era um campo pelado, sem denominação oficial, situado às portas do Estádio Municipal de Elvas. A 23 de outubro de 2004, foi inaugurado um novo relvado sintético, como parte de um projeto de modernização das infraestruturas desportivas da cidade. O seu nome é uma homenagem por parte da Câmara Municipal de Elvas.

## Equipamentos

### História
Após a fusão, em 1947, na decisão do equipamento e as cores do clube não podiam ter o vermelho e o verde do Sport Lisboa e Elvas e do Sporting Club Elvense. O clube seria azul e ouro e o equipamento basear-se-ia no equipamento do clube argentino Boca Juniors, por sugestão de um empresário elvense que teria trazido uma camisola diretamente da Argentina.

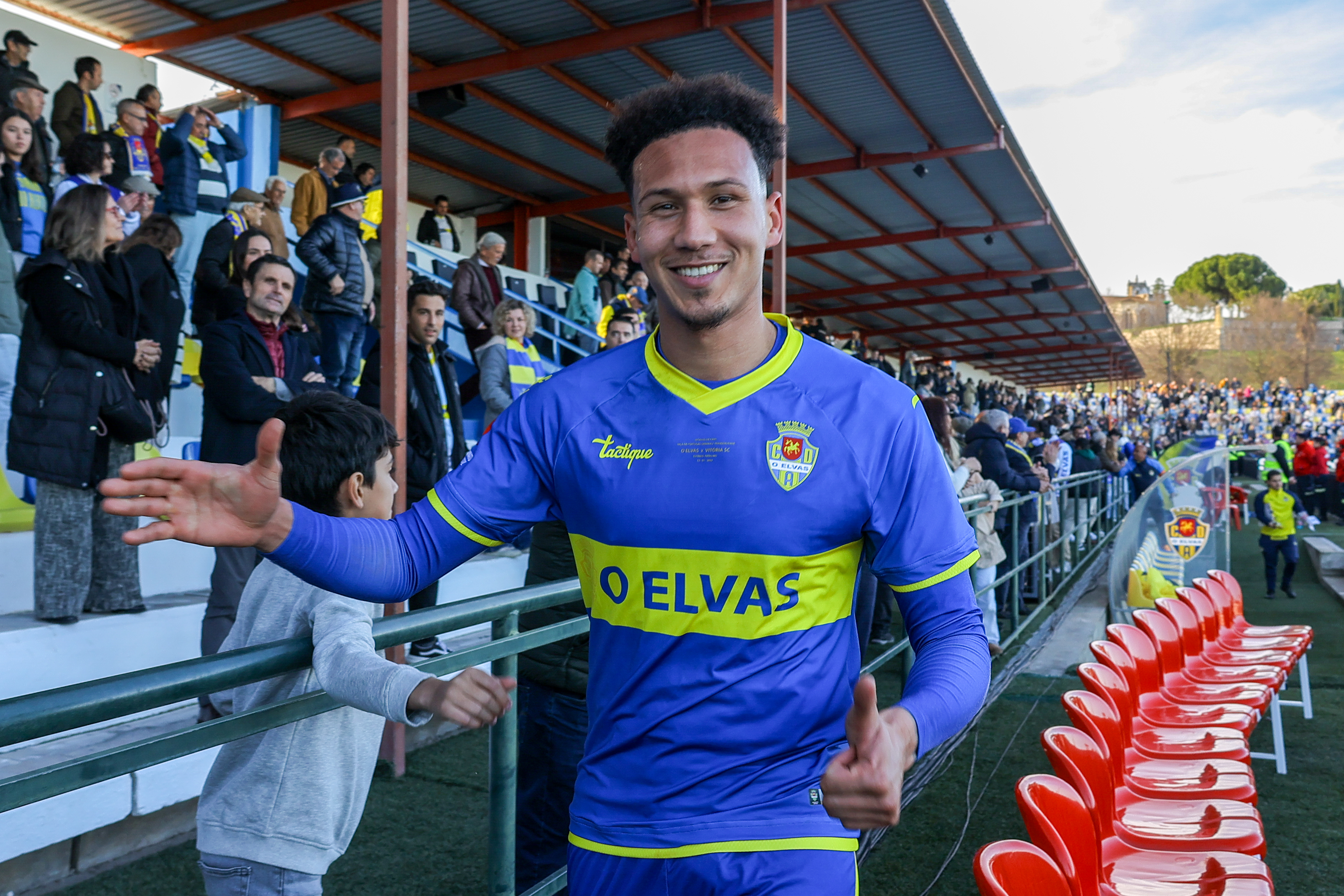
Camisola Principal 24/25

### Atualidade
Os equipamentos principais e alternativos do Clube Alentejano de Desportos para a temporada de 2024/25 são da nova marca, TactiqueSportive.
O novo equipamento principal é composto por uma camisola totalmente azul, com o regresso da clássica listra amarela no centro com o nome do clube ao centro, o nome e os números dos jogadores a vermelho nas suas costas, entre os mesmos estão patrocinadores do clube e com a frase "Cavaleiros Azul e Ouro" junto da gola, o conjunto fica então completo com os calções azuis e meias amarelas e o último patrocinador na manga esquerda da camisola.
O então equipamento alternativo é composto por uma camisola, calções e meias brancas, com uma listra central na cor amarela, com o nome do clube no centro, juntamente com os patrocinadores nas costas e mangas, e a frase "Cavaleiros Azul e Ouro", a camisola tem também o detalhe da estampagem do Aqueduto da Amoreira na base da camisola.
Já os designs dos equipamentos para 2025/26 já foram revelados nas redes sociais, após votação aberta aos adeptos. A camisola principal e as alternativas mantêm o estilo atual, com ligeiras alterações, como a troca da gola moderna por uma de inspiração vintage. Ainda não foram divulgados todos os detalhes nem o fabricante da nova época.
As equipas da formação do clube desde os Juvenis aos Benjamins utilizam equipamentos personalizados para cada escalão, de marca própria do clube, enquanto as equipas de SUB-19 e SUB-18, fazendo parte da nova SAD do clube, usam equipamentos TactiqueSportive iguais à equipa sénior.

## Dados e Palmarés

### Palmarés
| Competições Nacionais         | Competições Nacionais          | Competições Nacionais     | Competições Nacionais                                                                                      |
| Competição                    | Competição                     | Venceu                    | Temporadas                                                                                                 |
| ----------------------------- | ------------------------------ | ------------------------- | --- |
|                               | III Divisão                    | 1                         | 1954-55 |
| Competições Regionais         |                                |                           | |
|                               | Primeira Divisão de Portalegre | 12                        | 1950-51, 1951-52, 1952-53, 1954-55, 1956-57, 1958-59, 1970-71, 2001-02, 2010-11, 2012-13, 2020-21, 2022-23 |
| Taça Distrital                | 2                              | 2001-02, 2022-23          | |
| Segunda Divisão de Portalegre | 1                              | 2016-17                   | |
| Supertaça Distrital           | 3                              | 2001-02, 2012-13, 2022-23 | |
| Total                         |                                |                           | |
| Títulos                       | Títulos                        | Venceu                    | Conquistas                                                                                                 |
|                               | Conquistas Oficiais            | 19                        | 1 Nacional, 18 Regionais                                                                                   |

### Dados e estatísticas por Competição
| Competições Nacionais    | Competições Nacionais    | Competições Nacionais | Competições Nacionais | Competições Nacionais | Competições Nacionais | Competições Nacionais | Competições Nacionais | Competições Nacionais | Competições Nacionais | Competições Nacionais |
| Competição               | Competição               | Participações         | Partidas              | Vitórias              | Empates               | Derrotas              | Golos Marcados        | Golos Sofridos        | Dif. de Golos         | Melhor Posição        |
| ------------------------ | ------------------------ | --------------------- | --------------------- | --------------------- | --------------------- | --------------------- | --------------------- | --------------------- | --------------------- | --------------------- |
|                          | Primeira Liga            | 5                     | 146                   | 37                    | 37                    | 72                    | 211                   | 283                   | -72                   | 7º lugar              |
|                          | Taça de Portugal         | 44                    | 105                   | 47                    | 18                    | 40                    | 160                   | 151                   | +9                    | 1/4 Final             |
|                          | Segunda Liga             | 1                     | 38                    | 14                    | 10                    | 14                    | 45                    | 45                    | 0                     | 14º Lugar             |
|                          | Campeonato de Portugal   | 4                     | 114                   | 42                    | 25                    | 47                    | 118                   | 158                   | -40                   | Playoff               |
|                          | II Divisão Extinta       | 13                    | 372                   | 157                   | 99                    | 116                   | 574                   | 451                   | +123                  | 2º Lugar              |
|                          | III Divisão Extinta      | 16                    | 397                   | 170                   | 113                   | 114                   | 662                   | 465                   | +197                  | Vencedor              |
|                          | II Divisão B Extinta     | 6                     | 204                   | 62                    | 62                    | 80                    | 227                   | 257                   | -30                   | 5º Lugar              |
| Competições Distritais   |                          |                       |                       |                       |                       |                       |                       |                       |                       |                       |
| AF Portalegre 1ª Divisão | AF Portalegre 1ª Divisão | 18                    | Dados Incompletos     | Dados Incompletos     | Dados Incompletos     | Dados Incompletos     | Dados Incompletos     | Dados Incompletos     | Dados Incompletos     | Vencedor              |
| Taça AF Portalegre       | Taça AF Portalegre       | 6                     | Dados Incompletos     | Dados Incompletos     | Dados Incompletos     | Dados Incompletos     | Dados Incompletos     | Dados Incompletos     | Dados Incompletos     | Vencedor              |
| AF Portalegre 2ª Divisão | AF Portalegre 2ª Divisão | 1                     | Dados Incompletos     | Dados Incompletos     | Dados Incompletos     | Dados Incompletos     | Dados Incompletos     | Dados Incompletos     | Dados Incompletos     | Vencedor              |
| Supertaça AF Portalegre  | Supertaça AF Portalegre  | 3                     | Dados Incompletos     | Dados Incompletos     | Dados Incompletos     | Dados Incompletos     | Dados Incompletos     | Dados Incompletos     | Dados Incompletos     | Vencedor              |